# Commelina firma
Commelina firma là một loài thực vật có hoa trong họ Commelinaceae. Loài này được Welw. ex C.B.Clarke mô tả khoa học đầu tiên năm 1881.